# Tramway d'Édimbourg
Le tramway d'Édimbourg (en anglais : Edinburgh Trams) est un système de transport en commun en site propre desservant la capitale écossaise, Édimbourg, au Royaume-Uni. En 2025, il comprend une ligne de 18,5 km et 23 stations reliant Newhaven, le centre-ville et l'aéroport,.
Alors que sa construction démarre en juin 2008, des querelles politiques sur son financement et d'importants retards sur le chantier diffèrent son ouverture à de nombreuses reprises. Il entre en service commercial le 31 mai 2014, mais seulement entre l'aéroport et York Place. En mars 2019, le conseil approuve le projet d'extension de la ligne jusqu'à Newhaven. Les travaux d'extension commencent en novembre suivant et se sont achevés dans les délais prévus en juin 2023, bien qu'ils aient été retardés de trois mois en raison de la pandémie de coronavirus.
Le tramway d'Édimbourg est géré par la municipalité et intégré au réseau d'autobus urbain de la ville, les Lothian Buses.

## Histoire
L'ancien réseau de tramway d'Édimbourg est, entre en service le 6 novembre 1871. La première traction par câble est commencée le 28 janvier 1888 et abandonnée le 23 juin 1923. La première traction électrique est commencée le 8 juin 1910 et abandonnée le 16 novembre 1956.

## Nouveau réseau
La première section de la première phase du réseau est en construction depuis 2008, une ligne prévue pour 2014 entre l'aéroport et le centre-ville.
Le tramway est interconnecté à quatre gares ferroviaires différentes ayant pour but de réorganiser les correspondances, faciliter les connexions entre l'aéroport et les voyageurs de/vers l'extérieur d'Édimbourg et ainsi désengorgeant les gares centrales de Haymarket et Waverley. La gare Edinburgh Park offre des connexions vers Glasgow, Falkirk et Stirling tandis que la nouvelle gare Edinburgh Gateway sera connectée aux services à destination d'Aberdeen, Dundee et du comté de Fife.

### Proposition d'un nouveau réseau de tramway à Édimbourg
La proposition originelle de 2001 pour le tramway d'Édimbourg envisage trois lignes à travers la ville : les lignes 1, 2 et 3, la première étant une ligne circulaire parcourant la banlieue nord, les deux autres formant des routes radiales allant respectivement à Newbridge à l'ouest et à Newcraighall au sud. Toutes les lignes passent par le centre-ville. En mai 2004, un contrat de 15 ans est accordé à Transdev, pour la construction et l'entretien du réseau de tramways,. Ce contrat sera plus tard rompu en 2009.
Suivant ces études préliminaires, deux projets de loi ont été présentés au Parlement d’Écosse pour réintroduire le tramway à Édimbourg. Les deux projets furent étudiés en mars 2006, et reçurent l'assentiment royal en avril et mai,. Seules les lignes 1 et 2 reçurent une permission du parlement, et le financement de la construction du réseau en entier fut jugée impossible. La ligne 3, qui était supposée être financée par un éventuel péage urbain à Édimbourg, fut définitivement abandonnée quand la construction de ce dernier fut refusée par referendum. Pour cette raison, la construction des deux lignes restantes fut échelonnée en 4 phases distinctes :
Phase 1a devait comprendre la construction d'une ligne de 18,5 km de Newhaven à l'aéroport d'Édimbourg via Princes Street, fréquentée à la fois par des trams des lignes 1 et 2. 

Phase 1b devait impliquer la construction d'une ligne de 5,6 km de Haymarket à Granton Square via Crewe Toll, comprenant le reste de la ligne 1.

Phase 2 devait relier Granton Square et Newhaven, complétant ainsi la périphérique formée par la ligne 1. 

Phase 3 devait étendre la ligne 1 jusqu'à Newbridge, complétant la ligne 2. 

Néanmoins, le futur du projet de tramway est menacé en 2007, quand le Scottish National Party (SNP) publie son manifeste pour les élections parlementaires écossaises de 2007. Dans ce document, le parti met clairement en avant son intention d'annuler le projet, ainsi que la liaison ferroviaire de l'aéroport d'Édimbourg, pour économiser 1,1 milliard de livres sterling. Pendant le débat sur le programme de transports du gouvernement, des politiciens d'origines politiques variées firent des déclarations défendant le projet Edinburgh Trams. En particulier, Wendy Alexander, député travailliste au Parlement écossais, affirma "Le ministère des transports, des infrastructures et du changement climatique a déclaré que les coûts étaient hors de contrôle, mais ils ne le sont pas." Suivant un vote qu'il perd au Parlement écossais, les membres du gouvernement issus du parti SNP acceptèrent de continuer le projet de ligne allant de l'aéroport à Leith à la seule condition qu'aucun argent public supplémentaire ne soit alloué en cas de dépassement des délais. Un rapport d'Audit Scotland, demandé par le gouvernement écossais, confirma que les projections de dépenses étaient pesées,. Les coûts initiaux pour ce projet furent estimés à 498 millions de livres sterling, dont 375 financés par le gouvernement, et 45 financés par la Mairie d'Edimbourg.
Le 25 octobre 2007, le conseil municipal d'Édimbourg approuva le dossier commercial final. L'approbation fut donnée par le conseil le 22 décembre 2007 pour TIE pour signer les contrats avec CAF pour la fourniture des véhicules, et BBS (consortium de Siemens et Bilfinger Berger) pour le design, et la construction du réseau. Les négociations des contrats s'achevèrent en avril 2008, et la construction du réseau débuta en juillet 2008. Les problèmes de financement et les disputes politiques eurent pour conséquence la réduction des plans originaux. En avril 2009, le conseil municipal annonça l'annulation de la phase 1b du projet, invoquant les problèmes liés à la crise financière de 2008, économisant ainsi environ 75 millions de livres sterling. Cette décision signifiait que la construction de la ligne allant jusqu'à Granton ne serait pas réalisée, du moins dans un proche avenir.

## Exploitation

### Horaires
Premier départ de York Place vers l'aéroport : 05 h 29.
Premier départ de Gyle Centre vers York Place : 05 h 00.
Premier départ de l'aéroport vers York Place : 06 h 15.
Dernier départ de l'aéroport vers York Place : 22 h 45.
Dernier départ de York Place vers l'aéroport : 22 h 58.
Dernier départ de York Place vers Gyle Centre : 23 h 28.
Fréquence du lundi au samedi : 8–10 minutes.
Fréquence le dimanche : 12–15 minutes.

### Matériel roulant
Le tramway d’Édimbourg est équipé de 27 rames du type Urbos 3 du constructeur CAF,. Les rames bi-directionnelles ont une capacité de 250 passagers dont 78 assises et sont composées de sept éléments. Elles ont une longueur de 43 mètres et une largeur de 2,65 mètres. Le plancher bas intégral assure la pleine accessibilité aux personnes à mobilité réduite. La vitesse maximale est de 70 km/h. Les tramways sont équipés d'un freinage régénératif.

### Atelier
Le site de dépôt et de maintenance du tramway d'Édimbourg est situé près de la station Gogarburn.

### Tarification
De nombreuses dispositions tarifaires sont disponibles (billet aller, billet aller-retour, réductions pour enfants, tarifs famille). Les abonnements Ridacard et tickets journée de Lothian Buses sont valables dans le tramway.
L'accès à la station de l'aéroport est sujette à une tarification spéciale, avec un supplément pour tous les tickets (hors Ridacard).

### Liste des stations
- Edinburgh Airport
- Ingliston Park & Ride
- Gogarburn
- Edinburgh Gateway
- Gyle Centre
- Edinburgh Park Central
- Edinburgh Park Station
- Bankhead
- Saughton
- Balgreen
- Murrayfield
- Haymarket
- West End - Princes Street
- Princes Street
- St Andrew Square (Waverley)
- Picardy Place
- McDonald Road
- Balfour Street
- Foot of the Walk
- The Shore
- Port of Leith
- Ocean Terminal
- Newhaven